# Литвинова, Пелагея Яковлевна
Пелагея (Полина) Яковлевна Литвинова (девичья фамилия Бартош, 1833—1904) — русский и украинский этнограф, фольклорист и общественный деятель.

## Биография
Родилась 3 октября (15 октября по новому стилю) 1833 года на хуторе Теребень близ села Землянка Глуховского уезда Черниговской губернии в семье титулярного советника Якова Яковлевича Бартоша — мелкого землевладельца, которому не удалось подтвердить право на дворянство. По линии матери — Елизаветы Фёдоровны — происходила из знатного старшинского рода Туманского. Пелагея была внучкой писателя, переводчика и издателя, члена Российской императорской Академии наук — Фёдора Иосифовича Туманского.
Первые годы жизни Пелагеи прошли в подольском городке Хмельник, где семья проживала в 1833—1839 годах. Девочка рано осталась без матери, а 1848 году — без отца. Училась сначала в частном пансионе Г. К. Серебряковой в городе Шостка, ныне Сумской области), при Шосткинком казенном пороховом заводе; затем в 1847—1852 годах продолжила своё образование в московском Елизаветинском институте для благородных девиц.
В 1853 году Пелагея вышла замуж за 37-летнего черниговского помещика Петр Алексеевича Литвинова — племянником историка и этнографа Александра Марковича, в семье у них было 10 детей (7 сыновей и 3 дочери). Жила Пелагея Яковлевна имении мужа — в селе Богданово (ныне в составе села Полошки Глуховского района Сумской области). Занималась воспитанием и образованием детей. С середины 1860-х годов жила по месту их обучения — в Глухове, Новгороде-Северском, Нежине, Киеве и Москве.
Именно в это время Пелагея Литвинова начала участвовать в общественной жизни Украины — помогала приютам для детей, обездоленным женщинам, участвовала в обсуждении других актуальных вопросов общества. В течение 1870—1871 годов она посещала Лубянские женские курсы в Москве. Вернувшись в Киев, в 1872 году получила свидетельство о праве на педагогическую деятельность и в 1875 открыла в Киеве начальную школу. В своей педагогической деятельности руководствовалась прежде всего методикой Константина Ушинского.
Одновременно, почти всю свою жизнь П. Литвинова-Бартош собирала образцы народного творчества — орнаменты, узоры вышивок и ткачества, рисунки на кафеле и керамических изделиях, а также писанки, полотенца и скатерти. Результатом этой работы стал первый выпуск труда «Южно-русский народный орнамент», вышедший в 1878 году, в который вошли 20 таблиц с образцами узоров для вышивания, ткачества и росписи писанок, собранные в Глуховском уезде Черниговской губернии. В 1879 издала труд «Сборник народных русских узоров для женского рукоделия», которая содержал предисловие и 10 таблиц иллюстративного материала. Весной 1902 года она издала второй выпуск «Южно-русского народного орнамента», который получил высокую оценку современников и стал одним из лучших её исследований.
После смерти отца сестры, в 1886 году Пелагея Яковлевна унаследовала хутор в селе Землянка и жила там до конца жизни. Сотрудничала с киевскими изданиями «Заря» и «Труд». Опубликовала несколько альбомов народных узоров и ряд статей и воспоминаний в журнале «Киевская старина». Перевела комедии Мольера «Жорж Данден, или Обманутый муж» и «Лекарь поневоле» («Знахарь поневоле»). Пелагея Литвинова была активным деятелем Глуховского земства. Она объезжала ремесленные мастерские ткачей, ювелиров, гончаров, собирала и упорядочивала коллекции писанок, полотенец, платков, изучала изделия деревообрабатывающего и ювелирного искусства. В начале 1880-х годов, за свою самоотверженную работу во время подготовки к Всероссийской художественно-промышленной выставке она получила почётный диплом и бронзовую медаль.
П. Я. Литвинова была избрана действительным членом Научного общества имени Тараса Шевченко, членом-корреспондентом Парижского антропологического общества. Сотрудничала также с Русским географическим обществом и Петербургским вольными экономическом обществом. Она помогала Николаю Беляшевскому в организации археологических исследований в селе Богданово и принимала участие в работе 12-го Археологического съезда в Харькове (1902).
Умерла 8 сентября (21 сентября по новому стилю) 1904 года в села Землянка Глуховского уезда Черниговской губернии, ныне Сумской области.
В 2019 году в селе Землянка к 185-й годовщине со дня рождения Пелагеи Яковлевны Литвиновой был создан музей, открывшийся 10 августа.
В РГАЛИ имеются документы, относящиеся к П. Я Литвиновой.